# 科哈尼夫卡 (克吉奇夫卡區)
49°17′28″N 35°51′39″E / 49.29111°N 35.86083°E
科哈尼夫卡（烏克蘭語：Коханівка），是烏克蘭東部的村莊，隸屬哈爾科夫州的別列斯京區。該村處於巴加塔河畔，距離皮薩里夫卡3公里，始建於1880年，面積0.5平方公里，海拔高度127米，2001年人口290。